# School of the Air

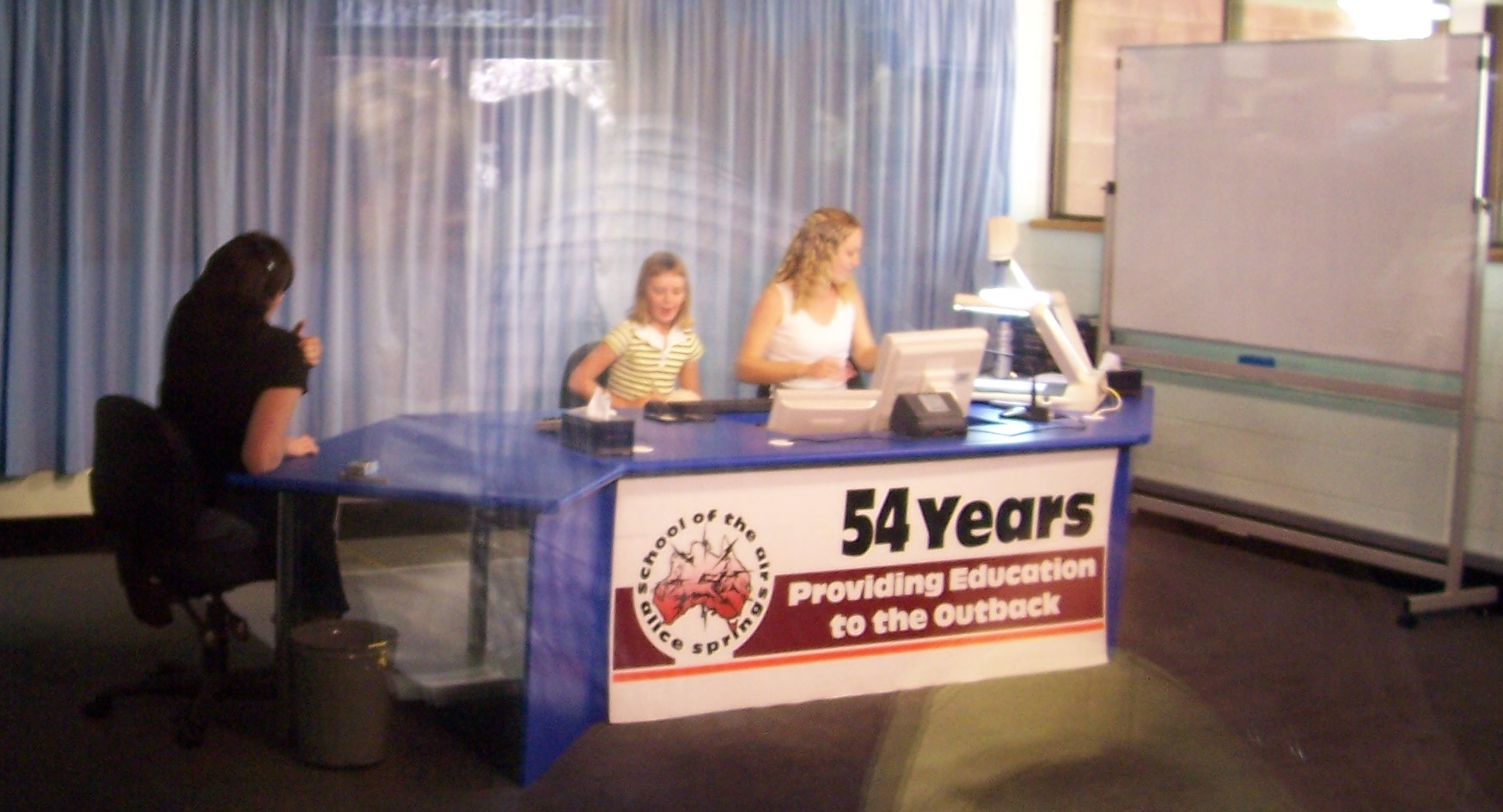
School of the Air's studio i Alice Springs 2005.

School of the Air kallas den distansutbildning för barn som bedrivs i glesbefolkade områden i Australien. Skolsystemet grundades 1951, och använde kortvågsradio, och 2003 övergick man till att använda Internet.
De första lektionerna sändes från Royal Flying Doctor Service i Adelaide den 8 juni 1951, och firade den 9 maj 2011 sitt 60-årsjubileum.
Delstaterna genomför stora dokumentationer och översikter över systemet.
Programmet finns i alla delstater utom Tasmanien
Lektionerna gjordes via kortvågsradio från 1951 till 2003, varefter de flesta skolorna övergick till trådlös Internetteknik.
Studier har visat att utbildningsformen är minst lika bra om inte bättre än vanlig skola, i dessa glest befolkande områden med stora avstånd.

## Skolor
Mount Isa, Queensland 
Charters Towers, Queensland 
Longreach, Queensland 
Charleville, Queensland 
Cairns, Queensland 
Katherine, Northern Territory 
Alice Springs, Northern Territory 
Broken Hill, New South Wales 
Tibooburra, New South Wales 
Port Hedland, Western Australia 
Port Augusta, South Australia 
Kimberley, West Australia 
Carnarvon, West Australia 
Kalgoorlie, West Australia 
Meekatharra, West Australia 
Victoria 

### Fotnoter
1. ↑  ”World's First School Air Opened.”. The Advertiser (Adelaide, SA : 1931 - 1954) (Adelaide, SA: National Library of Australia):  s. 2. 9 juni 1951. http://nla.gov.au/nla.news-article45718205. Läst 19 juli 2011.
2. ↑  Ashton, Jean (1978) School of the air  . Adelaide : Rigby, 1978  Previously published as Out of the silence, Adelaide: Investigator Press, 1971. ISBN 0727009850
3. ↑  Western Australia. Education Dept & Royal Flying Doctor Service of Australia. Western Australian Section (1968). In The school of the air. Govt. Pr, [Perth
4. ↑  New South Wales. Dept. of Education. Public Relations Office (1969). In School of the Air. Govt. Pr, [Sydney
5. ↑  Calzoni, F (1991). In The Australian School of the Air: a conceptual analysis of its origins, history and recent developments, with particular reference to distance education in Western Australia 1955-1990. Murdoch University
6. ↑  http://australia.gov.au/about-australia/australian-story/school-of-the-air In 2005, there were more than sixteen schools of the air located around Australia, a network covering more than 1.5 million square kilometres. In fact, Tasmania and the Australian Capital Territory are the only states who do not have a SOA.... these schools also teach children who are travelling around Australia or who can't, for medical or other reasons, attend a regular school.
7. ↑  Some sources suggest later Students not to be taught through the Royal Flying Doctor Service. SatWeb introduced. re - the Kimberley School of the Air.Broome advertiser, 16 Dec. 2004, p.4
8. ↑  ”New wings for schools of the air”. The Age (Melbourne). 11 februari 2003. http://www.theage.com.au/articles/2003/02/08/1044579986662.html?oneclick=true.
9. ↑  Bond, Donald S & Publishing and Broadcasting Ltd (1978). In Satellite communications for the school of the air in Australia. Publishing and Broadcasting Ltd, Sydney ISBN 0908522096
10. ↑  Forster, M. F & Katherine School of the Air (1981). In Domestic satellite and the School of the Air. Katherine School of the Air, Katherine, N.T
11. ↑  Crump, Stephen & Twyford, Kylie & Anderson, Alan & Towers, Lorraine & Devlin, Brian et al. (2010). Australian Research Council Linkage project on Interactive Distance eLearning : 'Opening Our Eyes' : project report. In Interactive distance learning for isolated communities : ARCL project discussion papers 2008-2010.
12. ↑  Crump, Stephen & Twyford, Kylie & Littler, Margaret (2010). Interactive distance e-learning for isolated communities : the policy footprint. In Interactive distance learning for isolated communities : ARCL project discussion papers 2008-2010.
13. ↑  Imamura, E (1987). In Conventional and nonconventional schooling: a comparison of pupil performance in rural schools and schools of the air. University of Western Australia
14. ↑  http://www.mtisasde.eq.edu.au// School of the Air – Mount Isa
15. ↑  McKerrow, Helen & Mt. Isa School of the Air. P. & C. Association (1985). In Over to you : the first 25 years of the School-of-the-Air in North-West Queensland. Mt Isa School-of-the-Air P & C Association, [Mt Isa, Qld.]
16. ↑  Lacey, LloydDistance education by satellite: the experience of the trial use of Aussat at the School of the Air, Mt Isa. -Qld-. In New Horizons: Aussat '86: Conference & Exhibition 5 & 6 November 1986. 201-210.
17. ↑  ”Arkiverade kopian”. Arkiverad från originalet den 27 mars 2012. https://web.archive.org/web/20120327194532/http://www.mtisasde.eq.edu.au/touristInfo.html. Läst 18 juli 2011.
18. ↑  http://www.chartowsde.qld.edu.au/
19. ↑  https://web.archive.org/web/20001031093249/http://www.abc.net.au/rn/science/ss/stories/s140221.htm about Longreach
20. ↑  ”Arkiverade kopian”. Arkiverad från originalet den 20 juli 2011. https://web.archive.org/web/20110720183132/http://charlevisde.eq.edu.au/wcms/. Läst 18 juli 2011.
21. ↑  King, Mark (1 augusti 2007). ”Australia's school of the air”. The Guardian (London). http://www.guardian.co.uk/world/2007/aug/01/australia-schools.
22. ↑  Katherine School of the Air (1981). In School of the Air, Katherine, Northern Territory of Australia. Katherine School of the Air, Katherine, N.T
23. ↑  Alice Springs School of the Air (2001). In Alice Springs School of the Air. Alice Springs School of the Air, [Alice Springs, N.T
24. ↑  Alice Springs School of the Air (1991). In 40th birthday radio lesson booklet : week ending 8 June 1991. The School, [Alice Springs, N.T.]
25. ↑  Broken Hill School of the Air (1957). In Over to you : annual magazine of the School of the Air. The School, Broken Hill, N.S.W
26. ↑  Australia - the Royal Flying Doctor Service and the School of the Air [kit] / photographed by James H. Barr ; commentary spoken by Edmond Pegge ; notes by Winifred M. Barker and James H. Barr. St. Albans, Herts. (England) : Hugh Baddeley Productions, 1984. 34 slides, 1 sound cassette, 1 sheet ; in box 24 x 36 x 2 cm.
re Broken Hill School of the Air.
27. ↑  Gibb, Phyllis (1986). In Classrooms a world apart : the story of the founding of the Broken Hill School of the Air. Spectrum, Melbourne.  ISBN 0867861010 ISBN 0867861029 (pbk.)
28. ↑  http://www.tibooburra-d.schools.nsw.edu.au/
29. ↑  Lewis, Jo & Penfold, Chris & Port Hedland School of the Air (1989). In School of the Air : working together - apart : 1964-1989 : a silver anniversary project. Port Hedland School of the Air, [Port Hedland, W.A
30. ↑  Port Augusta School of the Air (1979). In Information booklet. School of the Air, Port Augusta, [Port Augusta, S. Aust
31. ↑  Lloyd, Patricia & Royal Flying Doctor Service of Australia (2003). In You can't say no. Royal Flying Doctor Service, [Adelaide]
32. ↑  Motley, Carrie & Starr, Bill (1990). In Bush tracks and radio waves : a history of Port Augusta School of the Air, 1958-1990. Tread Softly Pub, [Australia]
33. ↑  Kimberley School of the Air (2000). In School days on the airwaves : 40 years of Kimberley School of the Air. Kimberley School of the Air, [Derby, W.A.]
34. ↑  Kimberley School of the Air (1990). In Kimberley School of the Air, 1960-1990 : 30th anniversary magazine. The School, [Derby, W.A.?]
35. ↑  One of the world's largest classrooms. Details of 40th birthday celebrations.of the Kimberley School of the Air. Broome advertiser, 13 Dec. 2000, p.30-31
36. ↑  Fitzpatrick, Jim & Western Australia. Education Dept. Research Branch (1983). In The Carnarvon School of the Air : a study of the Parents and Citizens' Association and its interaction with the Education Department. Education Dept. of Western Australia, Research Branch, [Perth, W.A.]
37. ↑  ”Arkiverade kopian”. Arkiverad från originalet den 1 maj 2011. https://web.archive.org/web/20110501054538/http://www.emerge.net.au/~kalsota/. Läst 18 juli 2011.
38. ↑  Looking around.Kalgoorlie [W.A.] : Kalgoorlie School of the Air, 1965-1976. Battye Library has part of the series only - see http://henrietta.liswa.wa.gov.au/record=b1852139~S2 Arkiverad 23 mars 2012 hämtat från the Wayback Machine.
39. ↑  Aerial / Meekatharra School of the Air. Also Titled Wisdom by Wireless. Meekatharra, W.A. : The School, 1959-
40. ↑  Meekatharra School of the Air (1984). In Wisdom by wireless : twenty five years, 1959-1984. Reads Printing & Pub, [Perth, W.A.]
41. ↑  Hobson, Valerie.(1999) Shirley Forrester, elder of the bush.
Outlines her own experiences in being educated as a student from rural WA and her contributions to rural education in Meekatharra including her establishment of the Meekatharra School of the Air, and her many achievements. in Network news for rural, remote and regional women, Summer, 1999, p. 14,
42. ↑  ”Arkiverade kopian”. Arkiverad från originalet den 17 mars 2012. https://web.archive.org/web/20120317110143/http://www.distance.vic.edu.au/index.html. Läst 5 mars 2012.